# Bobst Graphic
Bobst Graphic était une division de l'entreprise de packaging Bobst SA. Active de 1972 à 1981, elle a été pionnière en matière de photocomposition, d'automatisation et de création typographique. Le directeur de Bobst Graphic était Michel Bongard. Selon Jean-Luc Monnard, Bost Graphic employait par moments plus de 300 personnes. 

## Organisation
Bobst Graphic comporte plusieurs divisions qui développent en parallèle différentes technologies. Selon Roland Jan, responsable commercial, les objectifs étaient "de maîtriser la saisie, le traitement et l'impression de textes avec la plus grande automatisation possible". La fabrication des unités se fait sur le site de Mex, le siège de Bobst en Suisse.

### Photocomposition
Une gamme de photocomposeuses est créée, pour lesquelles Bobst Graphic s'appuie sur la collaboration de René Higonnet et Louis Moyroud, qui avaient mis au point entre 1946 et 1948 la première machine de photocomposition commercialisée, la Lumitype. 
Bobst Graphic produira plusieurs séries de systèmes modulaires, comportant des "stations de saisie de texte" (Keyset), des unités de traitement (Autoset), des stations de correction (Videoset), des unités photographiques (Photoset). Des systèmes complets de photocomposition, sous l'appellation Eurocat, comprennent plusieurs de ces modules. Selon un article de 1981, les appareils de Bobst Graphic "combinent mécanique, électronique, optique et informatique destinées à la composition de textes pour les revues, journaux, prospectus, etc."

### Unités de saisie et traitement de texte
Une autre division, dirigée par Daniel Borel, commercialise les premiers "ordinateurs portables de rédaction". Parmi les appareils produits figurent le Scrib et le BeeZy (BG1000).

#### Le Scrib
Le Scrib, issu du Smaky, a été conçu par Jean-Daniel Nicoud. Sorti en 1978, c'est un appareil de "télérédaction" de la taille d'une machine à écrire, destiné aux journalistes. D'un poids de 16 kg, le Scrib est "construit pour que le journaliste puisse le transporter lors de ses déplacements professionnels". Doté d'un coupleur acoustique, il peut être connecté à un téléphone pour transmettre des textes "à la vitesse de 3000 bits par seconde". L'appareil permet "de rédiger des textes sur écran vidéo, de les corriger et de les remanier avant de les transmettre, soit par téléphone, soir par réseau de télétraitement". Roland Jan le décrit comme un "précurseur de l'ordinateur personnel".
Le Scrib remporte le premier prix "d’excellence dans le domaine du traitement de texte" à la Wescon 78 de Los Angeles (Western Electronic Show and Convention). Produit à 1000 exemplaires, le Scrib est vendu au prix de 17'000 francs suisses. 

Selon un article de 1980, la commercialisation du Scrib s'avère difficile, l'appareil rencontrant peu de succès dans les milieux journalistiques.

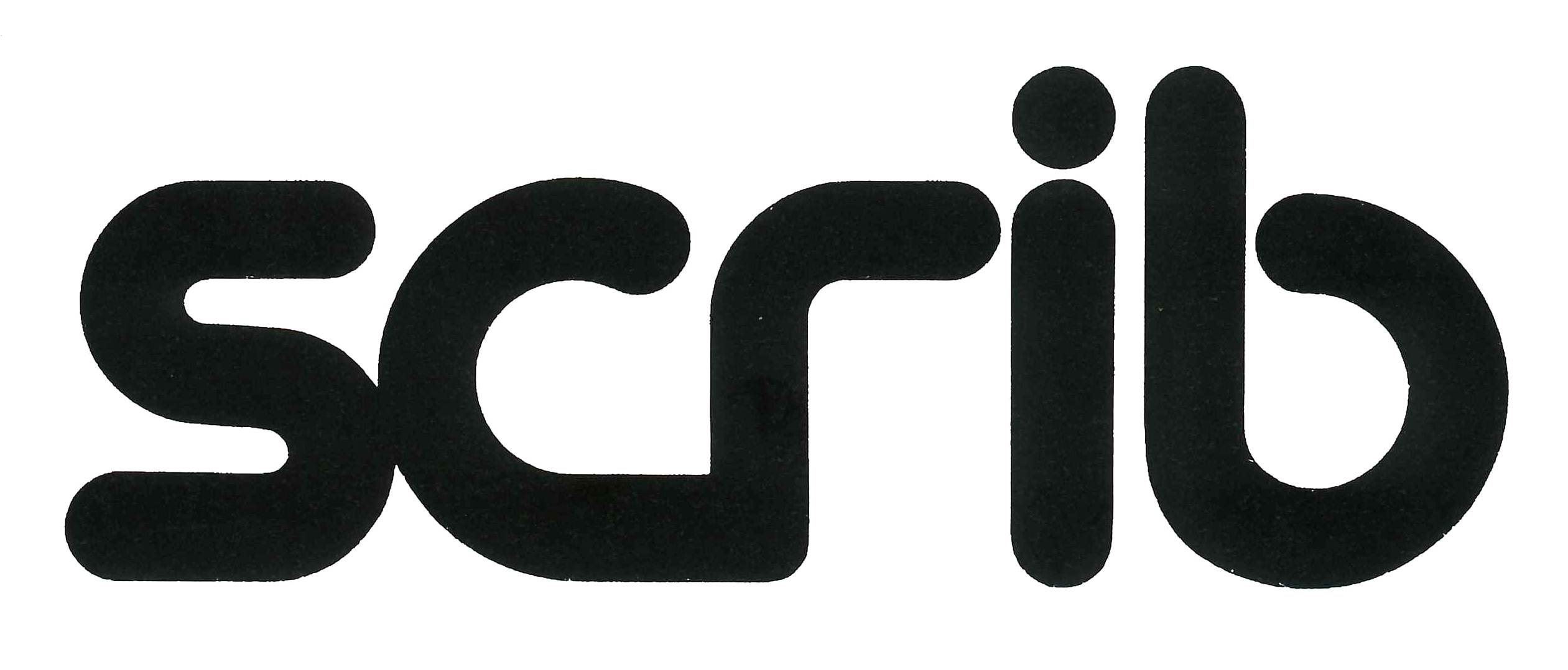
Logo du Scrib
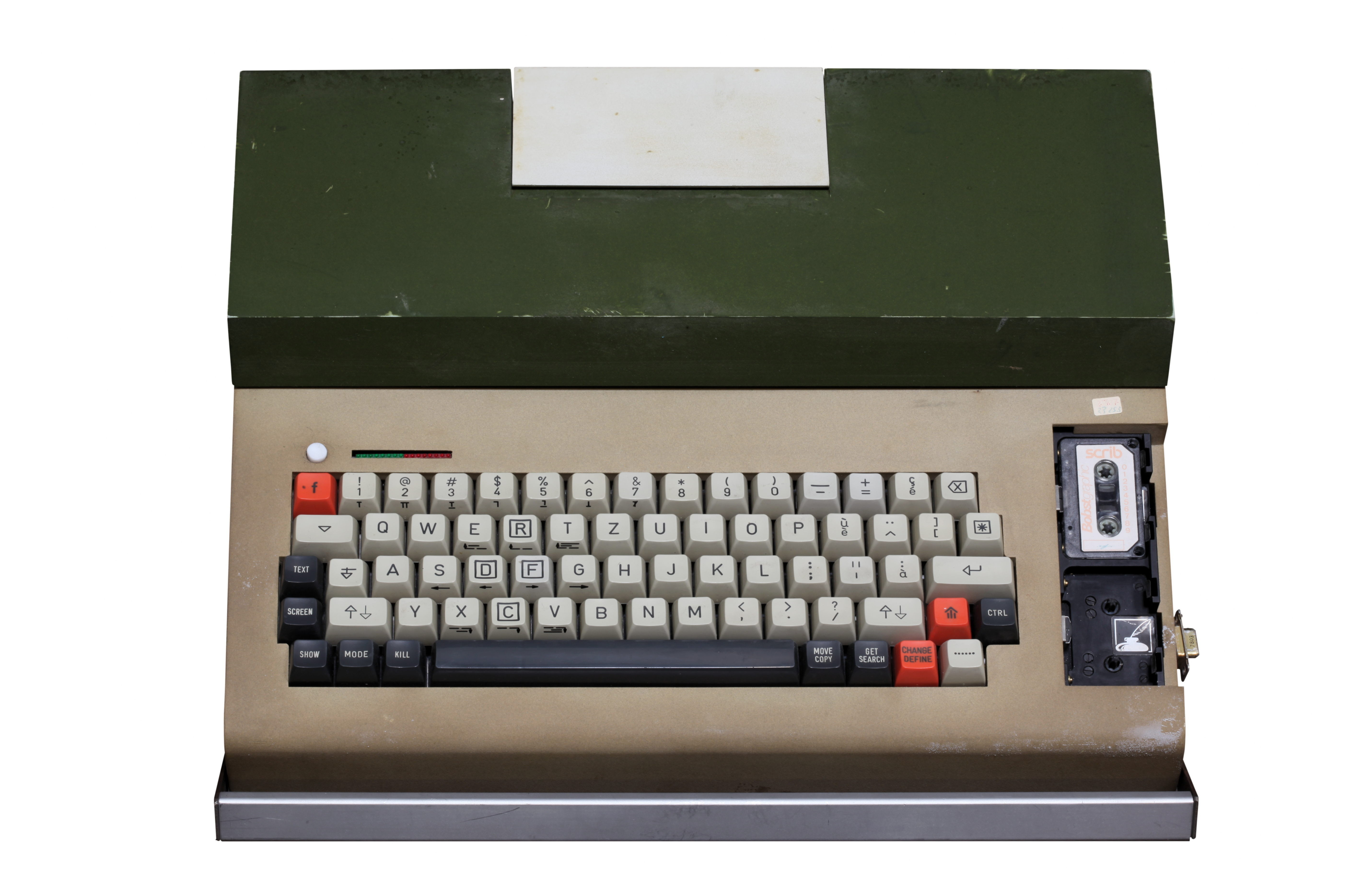
Le Scrib
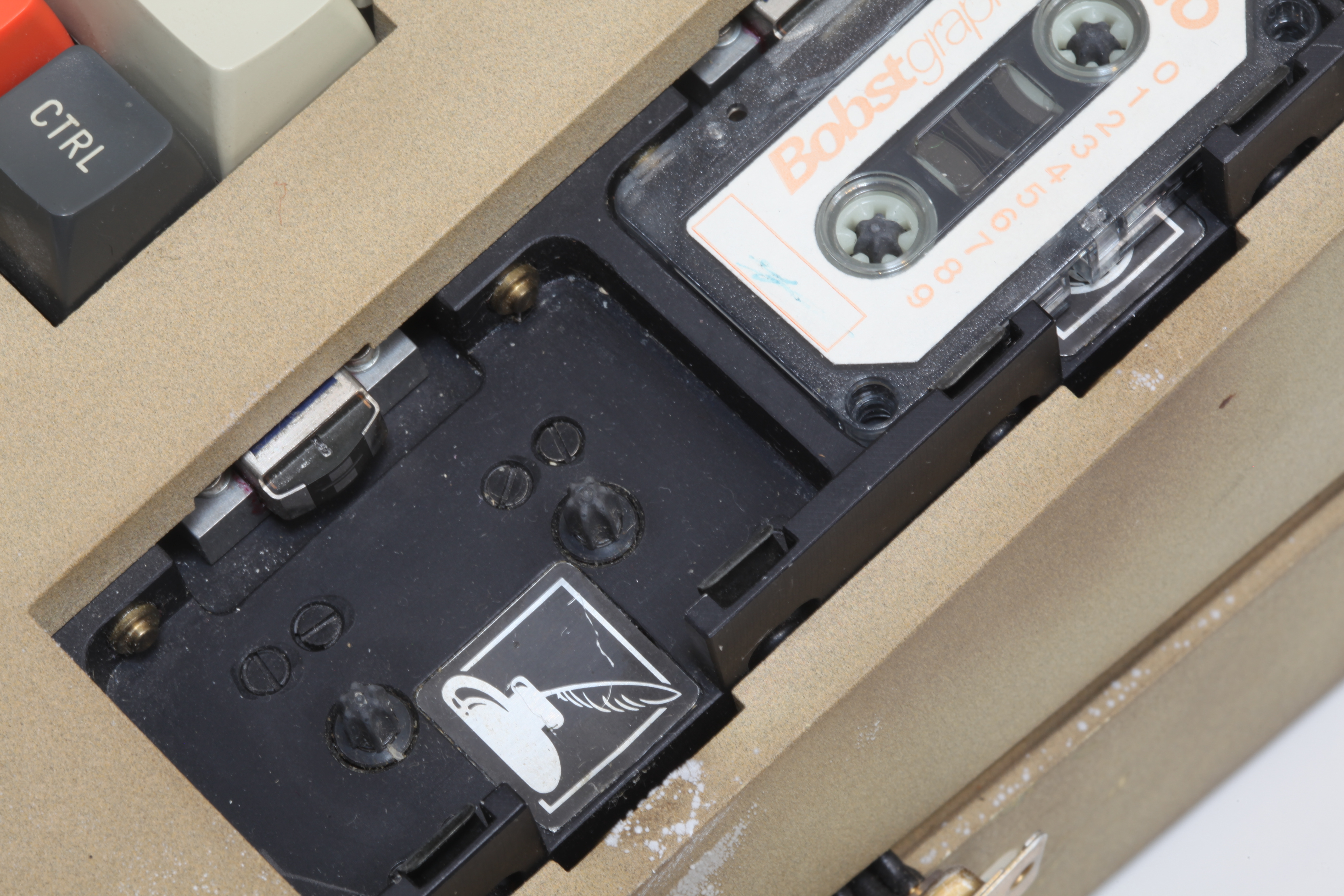
Compartiment à bande magnétique du Scrib

#### Le Beezy
Le BeeZy (BG1000) a été conçu par Daniel Borel et Pierluigi Zappacosta. Son nom fait référence aux initiales de ses créateurs (B et Z). Cet ordinateur destiné au traitement de texte repose sur un microprocesseur Z80, et utilise le système d'exploitation CP/M.

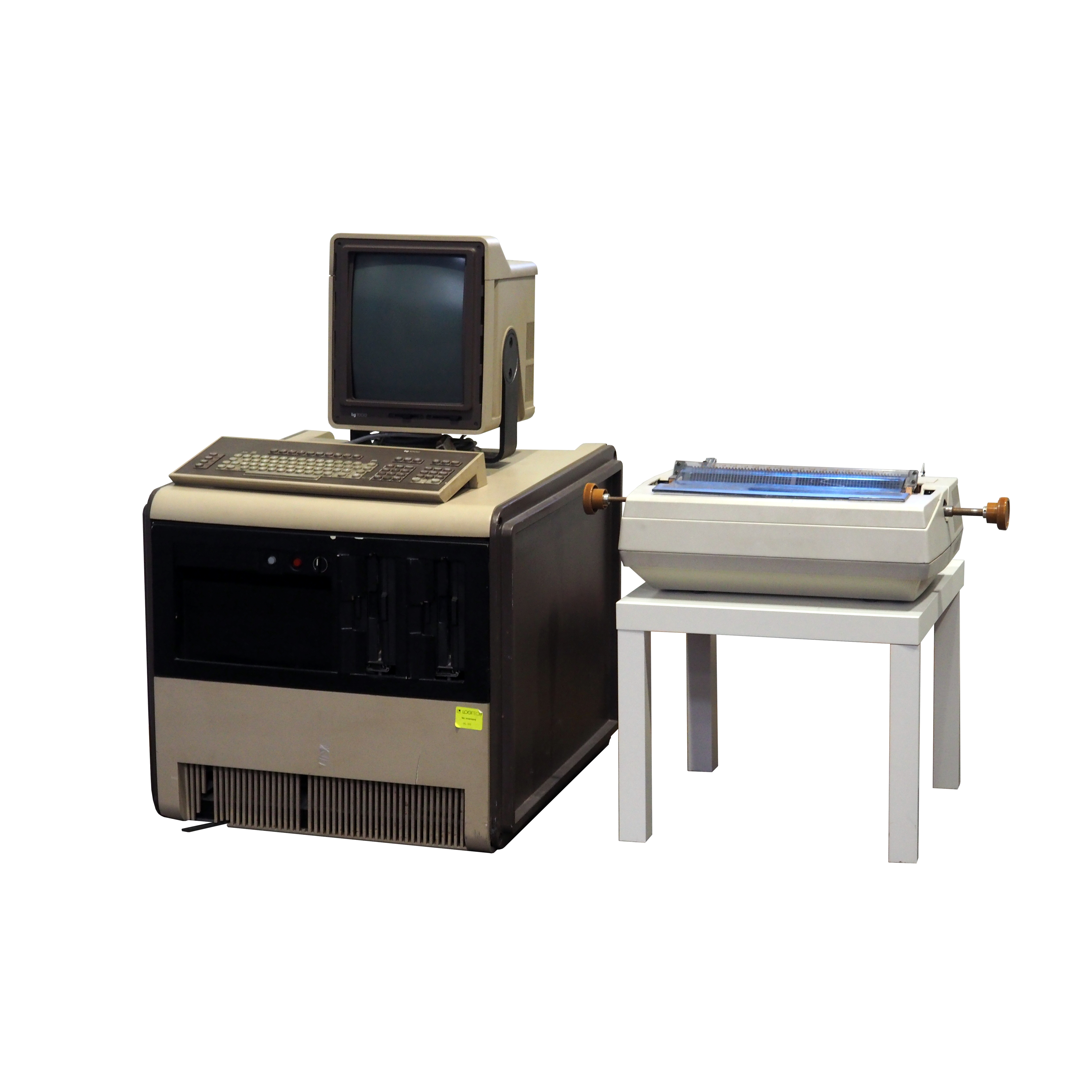
Le BeeZy BG-1000

### Polices de caractères

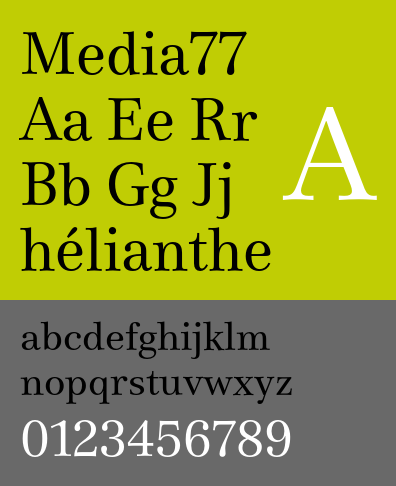
Le Media 77 créé pour le système Eurocat

Un département "Polices de caractères" est chargé de développer une bibliothèque de fontes pour les systèmes de photocomposition. Bobst contacte en 1974 la Team'77 (Erich Gschwind, André Gürtler et Christian Mengelt) pour le développement d'une "police personnalisée pour l'impression de magazines et de journaux" avec le système Eurocat. Cette collaboration aboutit à la production du caractère Media, publié en 1976. 
Un concours de création de caractère, La Lettre d'Or, est annoncé par Bobst Graphic à la conférence ATypI de 1977, à Lausanne. Le premier prix (doté de 10'000 francs suisse) est attribué à la Team'77 pour le caractère Signa.

## Fin de la division Bobst Graphic (1981)
La technologie change très vite, et Apple commercialise les premiers ordinateurs personnels, des machines grand-public moins chères que celles de Bobst, fabriquées pour les imprimeries. Dans le domaine de la photocomposition, Bobst Graphic a dû faire face à des concurrents "comme Compugraphic, Mergenthaler Linotype, et la petite entreprise suisse Güttinger, associée avec Berthold".
En raison de "résultats financiers médiocres", Bobst SA décide de se centrer sur le domaine des machines de cartonnage. Selon un article de 1981, cette division, dans laquelle Bobst a investi 50 millions de francs durant 10 ans, est restée non rentable. Les activités et le personnel de Bobst Graphic sont cédées en mai 1981 à la société américaine Autologic Lausanne. Celle-ci transfère toutes les activités aux Etats-Unis deux ans plus tard, et abandonne la production de l'Eurocat.